# M'Mahawa Soumano Tounkara
Pour les articles homonymes, voir Soumano et Tounkara.
M'mahawa Soumano Tounkara est une institutrice et femme politique guinéenne.
Le 22 janvier 2022, elle est nommée conseillère au sein du Conseil national de la transition (CNT) de la république de Guinée en tant que représentante des organisations paysannes,. Elle est la cheffe de délégation des conseillers nationaux lors de la consultation nationale à Dixinn.